# Svarttjärnen (Njutångers socken, Hälsingland)
Svarttjärnen är en sjö i Hudiksvalls kommun i Hälsingland och ingår i Delångersån-Nianåns kustområde.